# Кудряшов, Василий Яковлевич
Василий Яковлевич Кудряшов (22 декабря 1909—2001) — советский военачальник, полковник авиации (28 мая 1943).

## Ранняя биография
Родился 22 декабря 1909 года в Москве.
В 1926 году окончил ФЗУ 1-й образцовой типографии, а в 1930—1931 гг. учился в полиграфическом техникуме в Москве (окончил 2 курса). Член ВКП(б) с 1930 года.

## Военная служба

### Межвоенный период
26 мая 1931 года по спецнабору ВКП(б) он призван в РККА и направлен на учёбу в 1-ю военную школу летчиков им. А. Ф. Мясникова в пгт Кача. После её окончания был назначен в 14-ю военную школу летчиков в город Энгельс, где проходил службу инструктором-лётчиком и командиром звена.
В феврале 1936 года переведён командиром звена в 9-ю военную школу летчиков и летнабов в город Харьков, где служил в бригаде летнабов, и одновременно обучался на курсах по подготовке в академию при Доме Красной армии.
В 1938 года зачислен слушателем в Военно-воздушную академию РККА им. профессора Н. Е. Жуковского.
В марте 1940 года переведён слушателем на командный факультет сформированной на её базе Военной академии командного и штурманского состава ВВС Красной армии. 24 мая 1941 года окончил её и был назначен командиром 268-го истребительного авиаполка.

### Великая Отечественная война
С началом Великой Отечественной войны полк вошел в состав 8-го истребительного авиакорпуса ПВО, сформированного в городе Баку для противовоздушной обороны военных промышленных объектов Северного Кавказа и Закавказья.
С декабря 1941 года полк воевал на Кавказском и Северо-Кавказском фронтах.
С 22 июля 1942 года майор Кудряшов допущен к исполнению должности командира 236-й истребительной авиадивизии, формировавшейся на базе ВВС 47-й армии Северо-Кавказского фронта в районе поселка Лазаревское. После завершения формирования она вошла в 5-ю воздушную армию и с 23 сентября вела боевую работу на туапсинском направлении. В середине апреля 1943 года 38 экипажей дивизии были переданы в Геленджикскую авиагруппу генерала В. И. Изотова. С 21 июля 1943 года дивизия вошла в состав 7-го штурмового авиакорпуса 8-й воздушной армии Южного фронта и участвовала в Донбасской, Мелитопольской наступательных операциях, в освобождении Левобережной Украины и ликвидации никопольской группировки противника. С 19 января по 2 мая 1944 года дивизия находилась на пополнении, затем участвовала в Крымской наступательной операции и освобождении города Севастополь.
После разгрома немецко-фашистских войск в Крыму она была подчинена 17-й воздушной армии 3-го Украинского фронта.
В июле 1944 года 236-я истребительная авиадивизия полковника Кудряшова вошла в 8-й штурмовой авиакорпус 2-й воздушной армии 1-го Украинского фронта и в его составе участвовала в Львовско-Сандомирской наступательной операции, в освобождении городов Зборов и Львов. За успешное выполнение заданий командования ей было присвоено наименование «Львовская».
В октябре 1944 года она вошла в особую авиагруппу 17-й воздушной армии генерал-майора авиации А. Н. Витрука, которая поддерживала войска Народно-освободительной армии Югославии С 17 октября она была перебазирована с болгарских аэродромов в Югославию на аэродром «Бела Црква» и вошла в подчинение командованию Народно-освободительной армии Югославии (НОАЮ). В том же месяце она принимала участие в Белградской наступательной операции. По освобождении Белграда в учебных центрах дивизии была организована подготовка авиационных кадров НОАЮ. За короткий период авиагруппе генерал-майора авиации А. Н. Витрука было подготовлено 140 югославских пилотов-истребителей и 145 штурмовиков на самолетах По-2 и Ил-2, 400 человек инженерно-технического состава, сформированы две югославские авиадивизии.

### После войны
Полковник Кудряшов передал югославским авиачастям самолеты и другую технику дивизии, а сам с управлением убыл в ЗабВО в состав 11-й воздушной армии.
В сентябре 1947 года переведен в Краснознаменную Военно-воздушную академию ВВС ВС СССР, где был заместителем начальника кафедры истребительной авиации и ПВО по научной работе.
С сентября 1951 года в той же академии был заместителем начальника, а с января 1952 года — начальником кафедры тактики истребительной авиации и ПВО, с апреля 1961 года — старший научный сотрудник научно-исследовательской группы управления авиачастями и соединениями с использованием автоматизированных систем.
8 декабря 1968 года уволен в запас.
Указом Президента Российской Федерации от 4 мая 1995 года награждён орденом Жукова.
Умер в 2001 году. Согласно завещанию его прах захоронен в братской могиле в посёлке Лазаревское на Горке Героев.

## Награды
СССР и РФ
- орден Жукова (04.05.1995)
- орден Ленина (30.12.1956)
- три ордена Красного Знамени (19.04.1942, 30.03.1944, 19.11.1951)
- орден Суворова II степени (22.12.1943)
- два ордена Кутузова II степени (13.09.1944, 23.09.1944)
- Орден Александра Невского (1945)
- два ордена Отечественной войны I степени (15.05.1943, 06.04.1985)
- орден Красной звезды (06.05.1946)
  - Медали СССР в том числе:
  - «За боевые заслуги» (03.11.1944)
  - «За оборону Кавказа» (1944)
  - «За Победу над Германией в Великой Отечественной войне 1941—1945 гг.» (1945)
  - «За освобождение Белграда» (1945)
  - «Ветеран Вооружённых Сил СССР» (1976)

Приказы (благодарности) Верховного Главнокомандующего, в которых отмечен В. Я. Кудряшов.
- За разгром Таганрогской группировки немцев и овладение городом Таганрог. 30 августа 1943 года № 5
- За овладение областным центром Украины городом Станислав — крупным железнодорожным узлом и важным опорным пунктом обороны немцев в предгорьях Карпат. 27 июля 1944 года № 152
- За прорыв сильно укрепленной и развитой в глубину обороны противника южнее Бендер и освобождение более 150 населенных пунктов, в том числе крупных населенных пунктов Каушаны, Чимишлия, Лейпциг, Тарутино. 22 августа 1944 года № 169

Других государств
- Орден «9 сентября 1944 года» I степени (БНР)
- Крест Храбрых (ПНР)
- Орден Партизанской звезды (СФРЮ)